# Leva lite
Leva lite és una pel·lícula dramàtica sueca, que es va estrenar al Festival de Cinema de Göteborg de 2025 i que va arribar als cinems del país el 7 de febrer del mateix any. La pel·lícula és dirigida per Fanny Ovesen, qui també va escriure el guió de la pel·lícula. S'ha subtitulat al català.
La pel·lícula va ser guardonada amb el Premi cinematogràfic de l'Església de Suècia.

## Sinopsi
La pel·lícula segueix la Laura i l'Alex, dues bones amigues, en una aventura d'allotjament d'hospitalitat (couchsurfing) per Europa. Quan la Laura es desperta nua després de tenir relacions sexuals amb un desconegut, es converteix en l'inici d'un viatge on la Laura no només ha d'enfrontar-se al seu xicot, sinó també a una por creixent que l'acte sexual no fos voluntari.

## Repartiment (selecció)
- Oscar Lesage
- Thelma Buabeng - Jana
- Odin Romanus - Elias
- Aviva Wrede
- Embla Ingelman-Sundberg